# Wereldkampioenschap rugby 1987
Het wereldkampioenschap rugby 1987 is het eerste wereldkampioenschap rugby. Het toernooi werd van 22 mei tot 20 juni 1987 gehouden in Australië en Nieuw-Zeeland. Het Nieuw-Zeelands rugbyteam veroverde de Webb Ellis Cup.

## Speelsteden
De 32 wedstrijden werden in elf verschillende stadions gespeeld, twee in Australië en negen in Nieuw-Zeeland. Australië organiseerde elf wedstrijden, waaronder alle wedstrijden uit groep A. De overige 21 wedstrijden werden gespeeld in Nieuw-Zeeland. De openingswedstrijd en de finale werden gespeeld in het grootste stadion, Eden Park in Auckland, Nieuw-Zeeland. Er konden gemiddeld 31.184 mensen de wedstrijd volgen in het stadion.
| Stad             | Stadion                       | Capaciteit | Aantal wedstrijden |
| ---------------- | ----------------------------- | ---------- | ------------------ |
| Auckland         | Eden Park                     | 45.472     | 5                  |
| Christchurch     | Lancaster Park                | 36.500     | 4                  |
| Wellington       | Athletic Park                 | 35.000     | 4                  |
| Dunedin          | Carisbrook                    | 35.000     | 3                  |
| Rotorua          | Rotorua International Stadium | 35.000     | 1                  |
| Napier           | McLean Park                   | 30.000     | 1                  |
| Hamilton         | Waikato Stadium               | 26.350     | 1                  |
| Brisbane         | Ballymore Stadium             | 24.000     | 5                  |
| Sydney           | Concord Oval                  | 20.000     | 6                  |
| Invercargill     | Rugby Park Stadium            | 17.000     | 1                  |
| Palmerston North | Showgrounds Oval              |            | 1                  |

## Deelnemende landen
Voor dit eerste wereldkampioenschap rugby werd er geen kwalificatietoernooi gespeeld. De deelnemers mochten meedoen op uitnodiging van de internationale rugbybond IRFB. De zeven landen Nieuw-Zeeland, Australië, Engeland, Schotland, Ierland, Wales en Frankrijk mochten meedoen als lid van de IRFB. Zuid-Afrika was ook lid van de IRFB, maar mocht niet meedoen door een internationaal sportboycot vanwege de apartheidspolitiek. De overige landen werden door de IRFB uitgenodigd. Het totaal aantal deelnemers was zestien.
De deelnemende landen waren:
| Afrika - Zimbabwe | Amerika - Argentinië - Canada - Verenigde Staten | Azië - Japan | Europa - Engeland - Frankrijk - Ierland - Italië - Roemenië - Schotland - Wales | Oceanië - Australië - Fiji - Nieuw-Zeeland - Tonga |

## Groepsfase
De zestien deelnemende landen werden verdeeld over vier groepen van vier landen. Een winstpartij leverde twee punten op, een gelijkspel één punt en een verlies geen punten. De beste twee landen van elke groep gingen door naar de kwartfinales.
Een try leverde vier punten, een conversie twee, een penalty drie en een drop-goal drie.

### Groep A
| Plaats | Land             | Wedstrijden | Wedstrijden | Wedstrijden | Wedstrijden | Doelpunten | Doelpunten | Doelpunten | Punten |
| Plaats | Land             | gespeeld    | winst       | gelijk      | verlies     | voor       | tegen      | saldo      | Punten |
| ------ | ---------------- | ----------- | ----------- | ----------- | ----------- | ---------- | ---------- | ---------- | ------ |
| 1      | Australië        | 3           | 3           | 0           | 0           | 108        | 41         | 67         | 6      |
| 2      | Engeland         | 3           | 2           | 0           | 1           | 100        | 32         | 68         | 4      |
| 3      | Verenigde Staten | 3           | 1           | 0           | 2           | 39         | 99         | -60        | 2      |
| 4      | Japan            | 3           | 0           | 0           | 3           | 48         | 123        | -75        | 0      |

| Datum  |           | Uitslag |                  | Stadion           | Plaats   |
| ------ | --------- | ------- | ---------------- | ----------------- | -------- |
| 23 mei | Australië | 19–6    | Engeland         | Concord Oval      | Sydney   |
| 24 mei | Japan     | 18–21   | Verenigde Staten | Ballymore Stadium | Brisbane |
| 30 mei | Engeland  | 60–7    | Japan            | Concord Oval      | Sydney   |
| 31 mei | Australië | 47–12   | Verenigde Staten | Ballymore Stadium | Brisbane |
| 3 juni | Australië | 42–23   | Japan            | Concord Oval      | Sydney   |
| 3 juni | Engeland  | 34–6    | Verenigde Staten | Concord Oval      | Sydney   |

### Groep B
| Plaats | Land    | Wedstrijden | Wedstrijden | Wedstrijden | Wedstrijden | Doelpunten | Doelpunten | Doelpunten | Punten |
| Plaats | Land    | gespeeld    | winst       | gelijk      | verlies     | voor       | tegen      | saldo      | Punten |
| ------ | ------- | ----------- | ----------- | ----------- | ----------- | ---------- | ---------- | ---------- | ------ |
| 1      | Wales   | 3           | 3           | 0           | 0           | 82         | 31         | 51         | 6      |
| 2      | Ierland | 3           | 2           | 0           | 1           | 84         | 41         | 43         | 4      |
| 3      | Canada  | 3           | 1           | 0           | 2           | 65         | 90         | -25        | 2      |
| 4      | Tonga   | 3           | 0           | 0           | 3           | 29         | 98         | -69        | 0      |

| Datum  |         | Uitslag |         | Stadion            | Plaats           |
| ------ | ------- | ------- | ------- | ------------------ | ---------------- |
| 24 mei | Canada  | 37–4    | Tonga   | McLean Park        | Napier           |
| 25 mei | Ierland | 6–13    | Wales   | Athletic Park      | Wellington       |
| 29 mei | Tonga   | 16–29   | Wales   | Showgrounds Oval   | Palmerston North |
| 30 mei | Canada  | 19–46   | Ierland | Carisbrook         | Dunedin          |
| 3 juni | Ierland | 32–9    | Tonga   | Ballymore Stadium  | Brisbane         |
| 3 juni | Canada  | 9–40    | Wales   | Rugby Park Stadium | Invercargill     |

### Groep C
Fiji, Italië en Argentinië eindigden met een gelijk aantal punten. Het doelsaldo in de onderlinge duels was +16 voor Fiji, -6 voor Italië en -10 voor Argentinië, waardoor Fiji door mocht naar de kwartfinale.
| Plaats | Land          | Wedstrijden | Wedstrijden | Wedstrijden | Wedstrijden | Doelpunten | Doelpunten | Doelpunten | Punten |
| Plaats | Land          | gespeeld    | winst       | gelijk      | verlies     | voor       | tegen      | saldo      | Punten |
| ------ | ------------- | ----------- | ----------- | ----------- | ----------- | ---------- | ---------- | ---------- | ------ |
| 1      | Nieuw-Zeeland | 3           | 3           | 0           | 0           | 190        | 34         | 156        | 6      |
| 2      | Fiji          | 3           | 1           | 0           | 2           | 56         | 101        | -45        | 2      |
| 3      | Italië        | 3           | 1           | 0           | 2           | 40         | 110        | -70        | 2      |
| 4      | Argentinië    | 3           | 1           | 0           | 2           | 49         | 90         | -41        | 2      |

| Datum  |               | Uitslag |            | Stadion         | Plaats       |
| ------ | ------------- | ------- | ---------- | --------------- | ------------ |
| 22 mei | Nieuw-Zeeland | 70–6    | Italië     | Eden Park       | Auckland     |
| 24 mei | Argentinië    | 9–28    | Fiji       | Waikato Stadium | Hamilton     |
| 27 mei | Nieuw-Zeeland | 74–13   | Fiji       | Lancaster Park  | Christchurch |
| 28 mei | Argentinië    | 25–16   | Italië     | Lancaster Park  | Christchurch |
| 31 mei | Fiji          | 15–18   | Italië     | Carisbrook      | Dunedin      |
| 1 juni | Nieuw-Zeeland | 46–15   | Argentinië | Athletic Park   | Wellington   |

### Groep D
Door een gelijkspel tussen beide landen eindigden Frankrijk en Schotland met hetzelfde aantal punten. Omdat Frankrijk drie try's scoorde en Schotland twee in hun onderling duel, mocht Frankrijk als groepswinnaar naar de kwartfinale.
| Plaats | Land      | Wedstrijden | Wedstrijden | Wedstrijden | Wedstrijden | Doelpunten | Doelpunten | Doelpunten | Punten |
| Plaats | Land      | gespeeld    | winst       | gelijk      | verlies     | voor       | tegen      | saldo      | Punten |
| ------ | --------- | ----------- | ----------- | ----------- | ----------- | ---------- | ---------- | ---------- | ------ |
| 1      | Frankrijk | 3           | 2           | 1           | 0           | 145        | 44         | 101        | 5      |
| 2      | Schotland | 3           | 2           | 1           | 0           | 135        | 69         | 66         | 5      |
| 3      | Roemenië  | 3           | 1           | 0           | 2           | 61         | 130        | -69        | 2      |
| 4      | Zimbabwe  | 3           | 0           | 0           | 3           | 53         | 151        | -98        | 0      |

| Datum  |           | Uitslag |           | Stadion        | Plaats       |
| ------ | --------- | ------- | --------- | -------------- | ------------ |
| 23 mei | Roemenië  | 21–20   | Zimbabwe  | Eden Park      | Auckland     |
| 23 mei | Frankrijk | 20–20   | Schotland | Lancaster Park | Christchurch |
| 28 mei | Frankrijk | 55–12   | Roemenië  | Athletic Park  | Wellington   |
| 30 mei | Schotland | 60–21   | Zimbabwe  | Athletic Park  | Wellington   |
| 2 juni | Roemenië  | 28–55   | Schotland | Carisbrook     | Dunedin      |
| 2 juni | Frankrijk | 70–12   | Zimbabwe  | Eden Park      | Auckland     |

## Knock-outfase
|  | kwartfinale                           | kwartfinale                    |                                       |    | halve finale                             | halve finale                             |    |  | finale | finale |
|  |                                       |                                |                                       |    |                                          |                                          |    |  |        |        |
|  | 6 juni - Lancaster Park, Christchurch |                                |                                       |    |                                          |                                          |    |  |        |        |
|  |                                       |                                |                                       |    |                                          |                                          |    |  |        |        |
|  | Nieuw-Zeeland                         | 30                             |                                       |    |                                          |                                          |    |  |        |        |
|  | Nieuw-Zeeland                         | 30                             | 14 juni - Ballymore Stadium, Brisbane |    |                                          |                                          |    |  |        |        |
|  | Schotland                             | 3                              |                                       |    |                                          |                                          |    |  |        |        |
|  | Schotland                             | 3                              | Nieuw-Zeeland                         | 49 |                                          |                                          |    |  |        |        |
|  | 8 juni - Ballymore Stadium, Brisbane  |                                | Nieuw-Zeeland                         | 49 |                                          |                                          |    |  |        |        |
|  |                                       | Wales                          | 6                                     |    |                                          |                                          |    |  |        |        |
|  | Engeland                              | Wales                          | 6                                     | 3  |                                          |                                          |    |  |        |        |
|  | Engeland                              |                                | 20 juni - Eden Park, Auckland         | 3  |                                          |                                          |    |  |        |        |
|  | Wales                                 | 16                             |                                       |    |                                          |                                          |    |  |        |        |
|  | Wales                                 | 16                             | Nieuw-Zeeland                         | 29 |                                          |                                          |    |  |        |        |
|  | 7 juni - Concord Oval, Sydney         |                                | Nieuw-Zeeland                         | 29 |                                          |                                          |    |  |        |        |
|  |                                       | Frankrijk                      | 9                                     |    |                                          |                                          |    |  |        |        |
|  | Australië                             | Frankrijk                      | 9                                     | 33 |                                          |                                          |    |  |        |        |
|  | Australië                             | 13 juni - Concord Oval, Sydney |                                       | 33 |                                          |                                          |    |  |        |        |
|  | Ierland                               | 15                             |                                       |    |                                          |                                          |    |  |        |        |
|  | Ierland                               | 15                             | Australië                             | 24 | derde plaats                             | derde plaats                             |    |  |        |        |
|  | 7 juni - Eden Park, Auckland          |                                | Australië                             | 24 | derde plaats                             | derde plaats                             |    |  |        |        |
|  |                                       | Frankrijk                      | 30                                    |    | 18 juni - International Stadium, Rotorua | 18 juni - International Stadium, Rotorua |    |  |        |        |
|  | Fiji                                  | Frankrijk                      | 30                                    | 16 | 18 juni - International Stadium, Rotorua | 18 juni - International Stadium, Rotorua |    |  |        |        |
|  | Fiji                                  |                                |                                       |    |                                          | Australië                                | 21 |  |        |        |
|  | Frankrijk                             | 31                             |                                       |    |                                          | Australië                                | 21 |  |        |        |
|  | Frankrijk                             | 31                             | Wales                                 | 22 |                                          |                                          |    |  |        |        |
|  |                                       |                                | Wales                                 | 22 |                                          |                                          |    |  |        |        |

| 1987 Wereldkampioen rugby  |
| -------------------------- |
| NIEUW-ZEELAND Eerste titel |

## Topscorers

### In punten
Er zijn in totaal 1621 punten gescoord, dit is gemiddeld 51 per wedstrijd. De Nieuw-Zeelander Grant Fox werd topscorer met 126 punten.
| Naam               | Land          | Punten |
| ------------------ | ------------- | ------ |
| Grant Fox          | Nieuw-Zeeland | 126    |
| Michael Lynagh     | Australië     | 82     |
| Gavin Hastings     | Schotland     | 62     |
| Didier Camberabero | Frankrijk     | 53     |
| Jonathan Webb      | Engeland      | 43     |

### In try's
Er zijn in totaal 224 try's gescoord, dit is gemiddeld 7 per wedstrijd.
| Naam        | Land          | Try's |
| ----------- | ------------- | ----- |
| Craig Green | Nieuw-Zeeland | 6     |
| John Kirwan | Nieuw-Zeeland | 6     |

1987 · 
1991 · 
1995 · 
1999 · 
2003 · 
2007 · 
2011 · 
2015 · 
2019 · 
2023 · 
2027 · 
2031